# جابر بن سمرة
جَابِرُ بْنُ سَمُرَةَ صحابي يكنى أبا عبيد الله، وقيل: أبا عبد الله، وقيل: أبا خالد، وأمه خالدة بنت أبي وقاص، أخت سعد بن أبي وقاص. كان له من الوَلَدِ: خَالِد، وطَلْحة، وسَلْم، ولما توفي جابر خلَّف من الذكور أربعة بنين: خالد، وأبو ثور مسلم، وأبو جعفر، وجبير، فالعقب منهم لمسلم، وخالد. نزل بالكوفةَ، وابتنى بها دارًا في بني سُوَاءة.
أخرج له أصحاب الصّحيح، أنه قال: جالست النّبي صَلَّى الله عليه وسلم أكثر من مائة مرة، وفي صّحيح البخاري عنه قال: صليت مع النّبيّ صَلَّى الله عليه وسلم أكثر من ألفي مرة، وروى عن النّبيّ محمد أحاديثَ كثيرة، منها قولُه: رأيت رسولَ الله صلّى الله عليه وآله وسلّم، في ليلةٍ مقْمِرة، وعليه حلّةٌ حمراء؛ فجعلتُ أنظر إليه وإلى القَمَرِ، فَلهُوَ عندي أحسنُ من القَمَرِ، ومنها قوله صَلَّى الله عليه وسلم: «الْمُسْتَشَارَ مُؤْتَمِنٌ»، وروى عنه الشعبي، وعامر بن سعد بن أبي وقاص، وتميم بن طَرَفة الطائي، وأبو إسحاق السبيعي، وأبو خالد الوالبي، وسماك بن حرب، وحصين بن عبد الرحمن، وأبو بكر بن أبي موسى، وغيرهم.

## نسبه
جابر بن سمرة بن جنادة بن جندب بن حجير بن رئاب بن حبيب بن سواءة بن عامر بن صعصعة العامري ثم السوائي.
وقيل: جابر بن سمرة بن عمرو بن جندب، وقد اختلف في كنيته؛ فقيل: أبو خالد، وقيل: أبو عبد الله، وهو حليف بني زهرة، وهو ابن أخت سعد بن أبي وقاص، أمه خالدة بنت أبي وقاص، سكن الكوفة وابتنى بها داراً.

## وفاته
توفي بالكوفة سنة أربع وسبعين للهجرة، قال ابن سعد «مات جابر بن سمرة في ولاية بشر بن مروان على العراق،» وصلى عليه عمرو بن حريث المخزومي، وقيل: توفي سنة ست وستين أيام المختار.

## روايته
روى عن النبي أحاديث كثيرة، روى عنه الشعبي، وعامر بن سعد بن أبي وقاص، وتميم بن طرفة الطائي، وعبد الملك بن عمير، وأبو إسحاق السبيعي، وأبو خالد الوالبي، وسماك بن حرب، وحصين بن عبد الرحمن وأبو بكر بن أبي موسى، وأبو حصين الأسدي، وغيرهم.
أخبرنا الخطيب عبد الله بن أحمد الطوسي بإسناده إلى أبي داود الطيالسي، حدثنا سليمان بن معاذ الضبي، عن سماك عن جابر بن سمرة أن النبي قال: «إن بمكة حجراً كان يسلم علي ليالي بعثت».
وروى عنه عبد الملك بن عمير أن النبي قال: «إذا هلك قيصر فلا قيصر بعده، وإذا هلك كسرى فلا كسرى بعده، والذي نفسي بيده لتنفقن كنوزهما في سبيل الله». لما توفي جابر خلف من الذكور أربعة بنين: خالد، وأبو ثور مسلم، وأبو جعفر، وجبير، فالعقب منهم لمسلم، وخالد. أخرجه الثلاثة.